# Moby Grape
A Moby Grape amerikai folk/pszichedelikus/country/hard rock együttes. 1966-ban alakultak San Franciscóban. Többször is feloszlottak, majd 2006-tól kezdve újból aktívak. Első, önmagukról elnevezett lemezük bekerült az 1001 lemez, amelyet hallanod kell, mielőtt meghalsz című könyvbe.

## Tagok
Jelenlegi tagok
- Peter Lewis – ritmusgitár, ének (1966–1971, 1973–1975, 1977–1979, 1983–1984, 1987–1991, 1996–2001, 2006–)
- Jerry Miller – gitár, ének (1966–1971, 1973–1975, 1977–1979, 1983–1984, 1987–1991, 1996–2001, 2006–)
- Bob Mosley – basszusgitár, ének (1966–1969, 1971, 1973–1975, 1983–1984, 1987–1991, 1996–2001, 2006-)

Korábbi tagok
- Skip Spence – ritmusgitár, ének (1966–1968, 1971, 1977–1979, 1987; 1999-ben elhunyt)[1]
- Don Stevenson – dob, ének (1966–1971, 1983–1984, 1987–1991, 1996–2001, 2006–2007)

További tagok
- Joseph Miller – dob (2007–)
- Omar Spence – ének (2007–)

Korábbi tagok
- Bob Moore – basszusgitár (1969)
- Gordon Stevens – viola, dobro, mandolin (1971)
- Jeff Blackburn – ritmusgitár, ének (1973–1975)
- Johnny Craviotto – dob, ének (1973–1975; 2016-ban elhunyt)[2]
- Cornelius Bumpus – billentyűk, szaxofon (1977–1979; 2004-ben elhunyt)[3]
- John Oxendine – dob (1977–1979)
- Chris Powell – basszusgitár (1977–1979)
- Daniel Spencer – dob (1977–1979)
- Dan Abernathy – ritmusgitár (1987–1991)

## Diszkográfia
Stúdióalbumok
- 1967 – Moby Grape
- 1968 – Wow/Grape Jam
- 1969 – Moby Grape ’69
- 1969 – Truly Fine Citizen
- 1971 – 20 Granite Creek
- 1984 – Moby Grape ’84
- 1989 – Legendary Grape